# Ренненкампф, Николай Карлович
Никола́й Ка́рлович Ренненка́мпф (10 [22] сентября 1832, с. Александровка, Сосницкий уезд, Черниговская губерния — 10 [22] мая 1899, Киев) — русский юрист, педагог, учёный, профессор и ректор киевского Императорского университета Св. Владимира (1883—1887), Киевский городской голова (1875—1879).

## Биография
Родился 10 (22) сентября 1832 года в селе Александровка Сосницкого уезда Черниговской губернии в дворянской семье Карла Ренненкампфа (12.06.1802—03.03.1868) — представителя древнего рода Ренненкампфов. Мать — Мария Александровна, урождённая Лисенко, умерла 20 ноября 1839 года, оставив мужа с четырьмя детьми: кроме Николая в семье были ещё два сына — Василий (1830—?), Александр (20.05.1838—13.11.1863) и дочь Анастасия (26.11.1836—29.05.1889). Затем отец вторично женился и в семье добавились ещё две родившиеся одновременно дочери: Елизавета (30.06.1844—?) и Мария (30.06.1844—?).
В 1849 году окончил Черниговскую гимназию. По окончании гимназии поступил в Нежинский лицей князя Безбородко, в котором был тогда юридический факультет. Когда в 1851 году оставил лицей Н. X. Бунге, самый популярный и талантливый его профессор, вслед за ним наиболее любознательные студенты перешли в киевский Императорский университет Св. Владимира, в числе их был и Николай Ренненкампф. Однако сначала он поступил на историко-филологический факультет, но, пробыв на нём лишь полгода, перешёл на юридический, который и окончил в 1855 году, получив золотую медаль за сочинение: «О правах и обязанностях оседлых инородцев и в особенности евреев в России».
В ноябре 1856 года был назначен сверхштатным старшим учителем Киевской 2-й гимназии с прикомандированием к университету Св. Владимира для преподавания гражданских и межевых законов и подготовления к занятию этой кафедры.
В 1858 году ему было поручено преподавание энциклопедии законоведения. В 1859 году был удостоен степени магистра общенародного права и назначен адъюнктом по кафедре энциклопедии законоведения, с увольнением от должности учителя гимназии. В 1860 году получил командировку за границу на два года и в 1862 году после возвращения из заграничной командировки был назначен исполняющим должность экстраординарного профессора по занимаемой им кафедре. В 1868 году был удостоен степени доктора государственного права и утверждён ординарным профессором по кафедре юридической энциклопедии. В том же году был командирован за границу с учёной целью на 6 месяцев.
В 1869 году юридический факультет отделил преподавание истории важнейших законодательств от кафедры юридической энциклопедии, и Ренненкампф был утверждён в должности ординарного профессора по кафедре истории важнейших законодательств древних и новых. Однако, по недостатку особого профессора для юридической энциклопедии, он должен был продолжать и чтение юридической энциклопедии, которую преподавал безвозмездно в 1871—1880 годах.
В 1880 году был перемещён на кафедру энциклопедии юридических и политических наук. В 1881 году оставлен в занимаемой им должности ординарного профессора, сверх выслуги 25 лет, ещё на 5 лет с назначением в пенсию по 1200 рубля в год. С 1863—1866 года и с 1870—1871 года был членом университетского суда, в 1871—1879 годах состоял кандидатом на должность судьи; в 1881 году вновь избран членом университетского суда.
В 1883—1887 годах занимал должность ректора университета. Дослужился до чина действительного статского советника (1877). Кроме того, в 1856—1871 годах преподавал историю в Киевском институте благородных девиц.
Умер 10 мая 1899 года в Киеве. Похоронен на Байковом кладбище.

## Общественная деятельность
В 1871 году был избран гласным киевской городской думы, членом киевской городской управы, заступающим место головы.
В 1872 году утверждён почётным мировым судьёй Киевского округа.
В 1875—1879 годах — киевский городской голова.

## Научные труды
- «История учения публицистов о праве осмотра кораблей во время войны» (Киев, 1859; магистерская диссертация);
- «Очерки юридической энциклопедии» («Университетские Известия», 1868 и отд.; 2-е испр. и доп. изд., 1880);
- «Публичные лекции о новом городовом положении» (1871);
- «Курс юридической энциклопедии» (Киев, 1888, 2-е изд., 1898);
- «Письма о еврейском и польском вопросе» (1898);
- статьи и рецензии в общих и специальных периодических изданиях.

## Сын
Сын Владимир Николаевич (1862—1928) — профессор государственного права в Новороссийском университете с 1892 по 1917 год, в эмиграции — профессор Софийского университета в 1920—1928 годах.

## Награды
- Орден святого Станислава 2-й степени (1868 год);
- Орден Святой Анны 2-й степени (1872 год);
- Орден Святого Владимира 3-й степени (1883 год);
- Командорский орден святых Маврикия и Лазаря пожалован итальянским королём Виктором Эммануилом II в 1876 году.